# Tanjung Selayar
Tanjung Selayar – wieś (desa) w kecamatanie Kelumpang Tengah, w kabupatenie Kotabaru w prowincji Borneo Południowe w Indonezji.